# Ernst Petersen
Ernst Heinrich Petersen (14. november 1883 i Hittfeld, Niedersachsen – 12. april 1953 i Kolding) var en dansk arkitekt.

## Karriere
Ernst Petersen blev født i Hittfeld i Tyskland, syd for Hamborg. Faderen, Marius Brahde Petersen var murer fra Odense, der blev naver og gik på valsen i Tyskland, og moderen var Bertha Steinwehe fra Hamborg.
Hele Petersen-familien flyttede til Odense i 1898, og her begyndte Ernst Petersen i murerlære og blev optaget på Odense Tekniske Skole i 1903. April 1905 blev han optaget på Kunstakademiet. Han måtte selv klare alle udgifter til studierne og arbejdede som tegner hos arkitekterne Caspar Leuning Borch, Anton Rosen, Henning Hansen, Arthur Wittmaack & Vilhelm Hvalsøe og Rolf Schroeder, og han tog afgang fra Akademiet i maj 1917. Inden da havde han 9. april 1911 giftet sig med Emma Thomsen fra Kerteminde, og de fik to døtre, Bodil og Birgit. Han havde fået dansk indfødsret i 1912.
Han nedsatte sig på Frederiksberg som arkitekt samme år, hvor han blev færdig, men da han året efter vandt en konkurrence om et nyt domhus i Kolding, måtte han flytte til Kolding, idet kommunen krævede, at arkitekten havde bopæl i byen. Han nåede at tegnede nogle villaer på Frederiksberg, det vidner om Petersens forankring i Bedre Byggeskik-stilen. Han havde oplevet udstillingen af C.F. Hansens tegninger i 1911, hvilket havde givet ham et tilhørsforhold til nyklassicismen, som han aldrig forlod.
Han blev i Kolding, og i de efterfølgende år tegnede han over 300 bygninger i Kolding og omegn bl.a.; Nationalbankens Koldingafdeling i Jernbanegade (nu nedlagt), Harteværket, Kolding Sparekasse (Jernbanegade 3), Sct. Hedvigs Hospital (Domhusgade 22), Immanuelskirken, Carlsberghus (Domhusgade 2), Odd Fellowlogen, Kolding Bibliotek i Jernbanegade og den lille kirke ved Dalum Kloster ved Odense. Han var lærer i husbygning ved Teknisk Skole i Kolding fra 1926. Hans identifikation med nyklassicismen var så stærk, at han aldrig valgte at følge tidens strømning i retning af funktionalismen, hvilket måske skyldtes, at hans forankring i traditionelt håndværk var stærk. Det betød også, at funktionalismen kun fik et svagt fodfæste i den by, som han prægede med så mange huse.
Han er begravet på Søndre Kirkegård i Kolding. I 2009 blev der afholdt en udstilling om hans liv og værker på Koldinghus.

## Værker
På Frederiksberg:
- Solsortvej 54, Fuglebakken (1915)[2]

I Kolding:
- Domhuset med inventar, Domhusgade 24 (1918-21, 2. præmie)
- Boligbebyggelsen Udsigten, Gøhlmannsvej (1918-23, sammen med C. Swane og Axel G. Jørgensen)
- Eget hus, Dyrehavevej 105 (1920)
- Villa, nu spædbørnshjemmet Fuglehøj, Dyrehavevej 101 (1920)
- Harte Vandkraftanlæg og funktionærboliger, Alpedalsvej 107 (1920)
- Kolding Sparekasse, nu Danske Bank, Jernbanegade 3 (1922-23)
- Ombygning af Kolding Rådhus, Akseltorv 3 (1924)
- Nationalbankens filial, nu Skatteforvaltning, Jernbanegade 27 (1924)
- Købmandsskolen, nu Kolding Børnehaveseminarium, Haderslevvej (1927)
- Villa, Gammel Kongevej 7 (medio 1920'erne)
- Skt. Hedvigs Hospital, nu Distriktstoldkammer, Domhusgade 22 (1928, vinduer ændret)
- Villa til øjenlæge Kjølby, Strandvejen 14 (1930)
- Immanuelskirken (1931, 1. præmie)
- Carlsberghus, Domhusgade 2A/Kongebrogade 39A-B (1931)
- Odd-Fellow Logen, Hyrdestræde 4 (1933)
- Ved Slottet, Låsbybanke 10-14/Hyrdestræde 1 (1935, vinduer ændret)
- Kongebrohus, Kongebrogade 29-37 (1937)
- Vandrehjem, Ørnsbjergvej 10 (1937-38)
- Centralbibliotek, Jernbanegade 25 (1939)
- Aldersrenteboliger, bl.a. på Agtrupvej, Ottosgade, Bjælderbæk og Ndr. Ringvej (1938-46)
- Handelsforeningens Stiftelse, Ndr. Ringvej (1939)
- Ombygning og udvidelse af Kolding Gymnasium, nu socialforvaltningen (1937-42)
- Etage- og rækkehusbebyggelse, Domhusparken, ved Domhuset (1939-40)
- Søndre Vandværk med pumpehus og Vandtårnet på Mosevej (1946-47)
- Byuret (Lille Big Ben) først opstillet foran Sønderbro apotek siden flyttet til enden af Nørregade (1948) i Kolding.

Andetsteds:
- De Kellerske Anstalter, Brejning, Jylland (1921)
- Dalum Klosterkirke, Odense